# تپه شرف ده کبود
تپه شرف ده کبود مربوط به دوره اشکانیان است و در شهرستان دلفان، بخش مرکزی، روستای کبودچواری واقع شده و این اثر در تاریخ ۷ آذر ۱۳۸۳ با شمارهٔ ثبت ۱۱۲۲۸ به‌عنوان یکی از آثار ملی ایران به ثبت رسیده است.